# Шультес, Эдмунд
Эдмунд (Юлиус) Шультес (нем. Edmund Julius Schulthess; 2 марта 1868 года, Бругг (по другим данным, Фильнахерн), кантон Аргау, Швейцария — 22 апреля 1944 года, Берн, Швейцария) — швейцарский политик, президент.

## Биография
Эдмунд Шультес изучал право в Страсбурге, Мюнхене, Лейпциге, Париже и Берне. Затем работал адвокатом в фирме «Браун Бовери». Политическую деятельность начал с избрания в Кантональный совет Аргау. 17 июля 1912 года был избран в Федеральный совет Швейцарии.

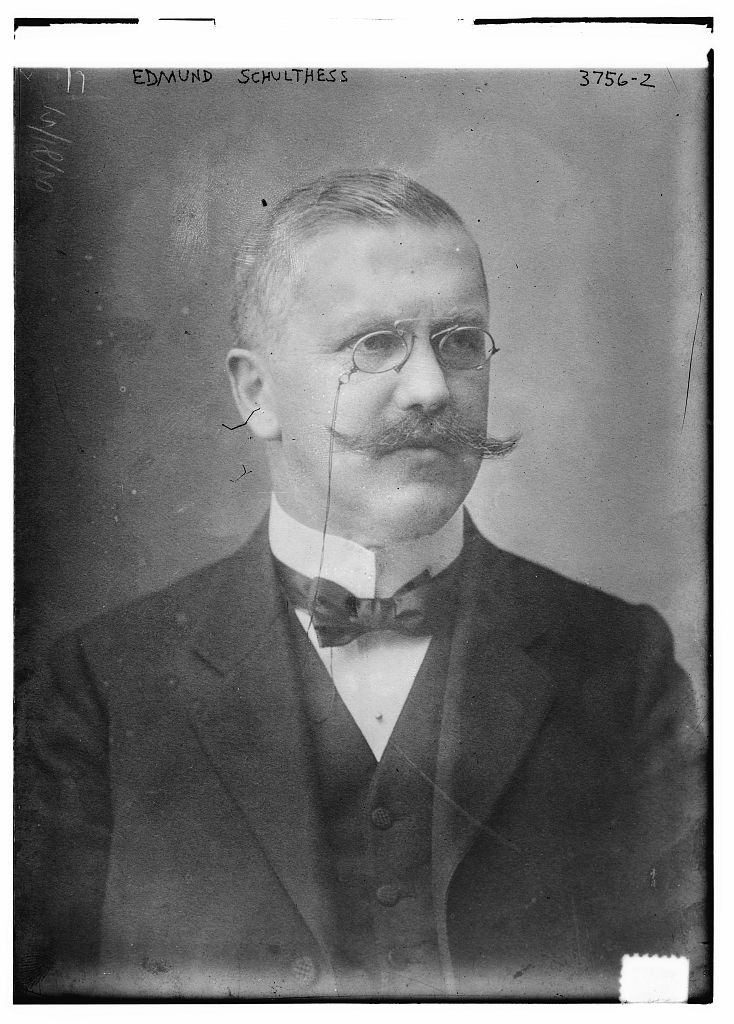
Министр экономики Швейцарии Эдмунд Шультес в 1916 году

- 17 июля 1912 — 15 апреля 1935 — член Федерального совета Швейцарии.
- июль 1912 — 31 декабря 1914 — начальник департамента (министр) торговли, промышленности и земледелия.
- 1 января 1915 — 15 апреля 1935 — начальник департамента экономики.
- 1916, 1920, 1927, 1932 — вице-президент Швейцарии.
- 1917, 1921, 1928, 1933 — президент Швейцарии.

В 1928 году во время президентства Э. Шультеса Швейцария принимала Вторые Зимние Олимпийские игры, которые проходили в городе Санкт-Морице. При этом он сам открывал эти игры.

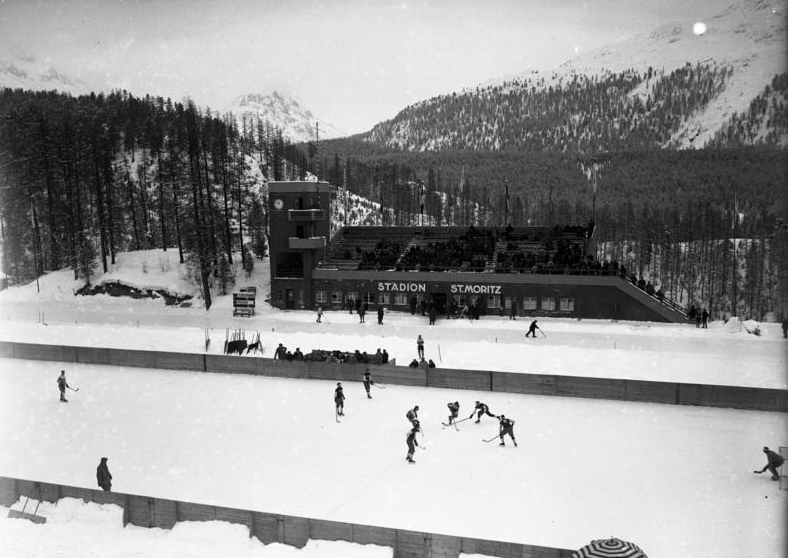
Хоккейный матч на Зимней Олимпиаде 1928 г.